# Almond (villa)
Almond es una villa ubicada en el condado de Allegany y parte en el condado de Steuben en el estado estadounidense de Nueva York. En el año 2000 tenía una población de 461 habitantes y una densidad poblacional de 315 personas por km².

## Geografía
Almond se encuentra ubicada en las coordenadas 42°19′14″N 77°44′19″O / 42.32056, -77.73861.

## Demografía
Según la Oficina del Censo en 2000 los ingresos medios por hogar en la localidad eran de $31 000, y los ingresos medios por familia eran $42 000. Los hombres tenían unos ingresos medios de $35 714 frente a los $21 563 para las mujeres. La renta per cápita para la localidad era de $18 509. Alrededor del 16.6% de la población estaban por debajo del umbral de pobreza.